# 甲基二氯化铋
甲基二氯化铋是一种有机铋化合物，化学式为CH3BiCl2。它是浅黄色固体，可由二苯基甲基铋和氯化氢反应制得。它具有聚合结构，每个Bi中心由四个Cl−配体桥联。它和二硫代芳基羧酸（ArCSSH）在三乙胺的存在下反应，可以得到二(二硫代芳基羧酸)甲基铋。